# Inanam

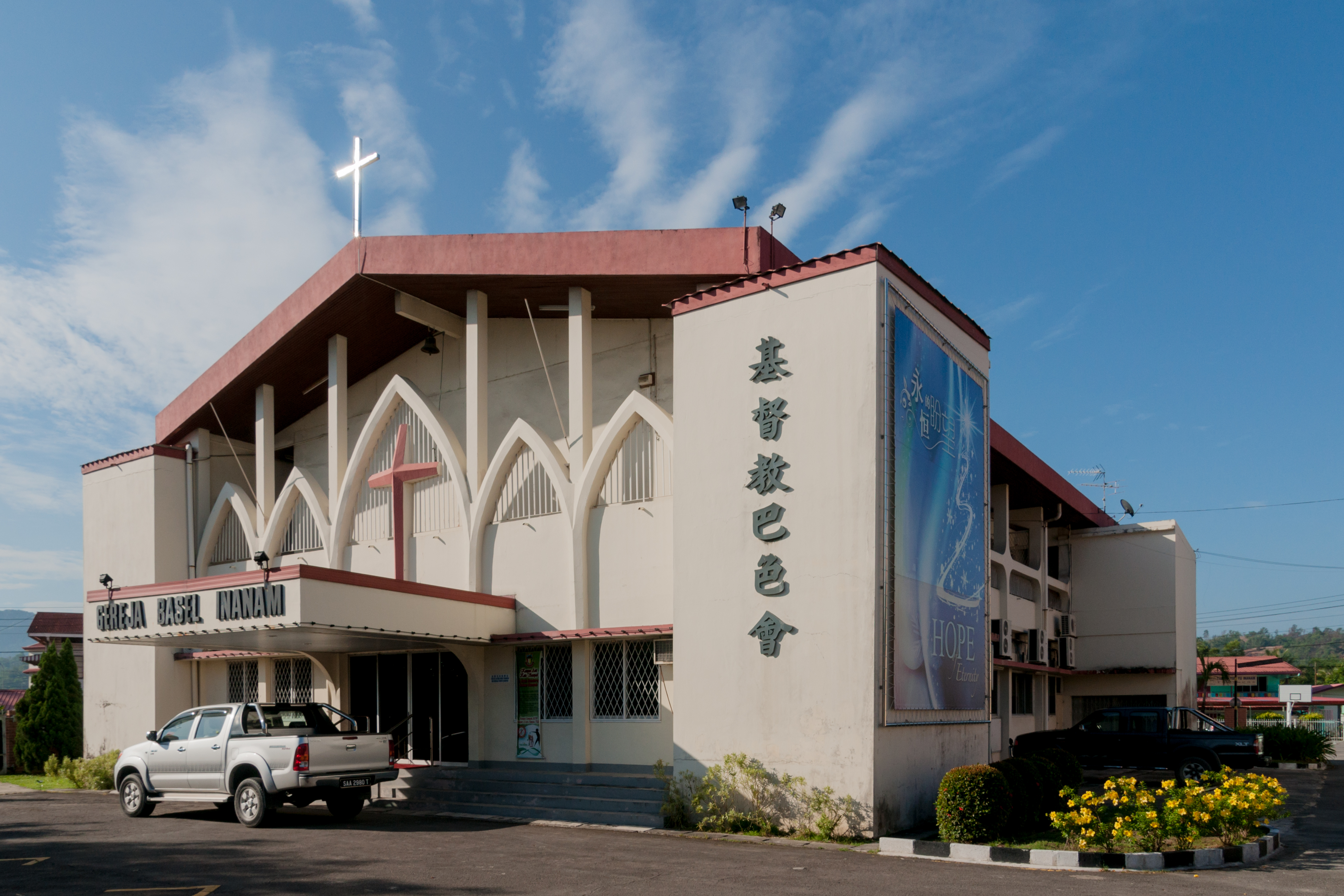
Kirche der Basler Mission in Inanam

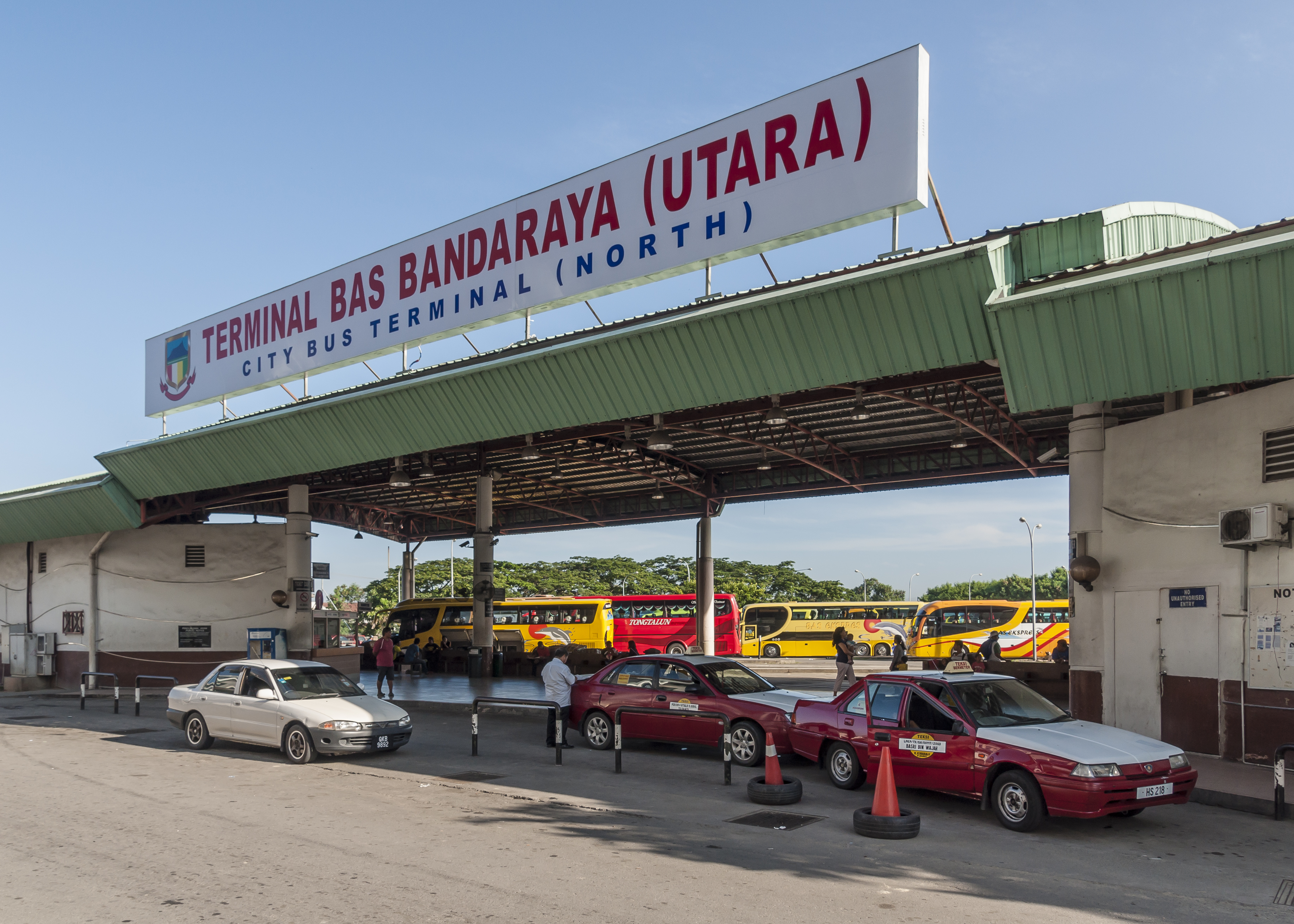
Busbahnhof Nord in Inanam

Inanam ist eine Kleinstadt im Bundesstaat Sabah in Malaysia. Inanam gehört zu den Außenbezirken der Hauptstadt Kota Kinabalu und ist als Unterdistrikt der Verwaltung des Dewan Bandaraya Kota Kinabalu (Stadtrat Kota Kinabalu) zugeordnet.

## Demographie
Der Zahl der Einwohner des Vororts lag 2010 bei 3604 Einwohnern. Die Nähe zu Kota Kinabalu spiegelt sich in der gemischten Bevölkerung wider. Während bei früheren Erhebungen die Gruppe der Dusun dominierte, beträgt ihr Anteil 2010 nur noch 19 %. Die Bajau dominieren mit 21 % die Einwohnerschaft, während der Anteil der Chinesen 15 % beträgt. Neuerdings verzeichnet die Stadt einen drastischen Anstieg der Bevölkerung durch Immigranten aus den Philippinen und aus Indonesien. Zwar besitzt ein erheblicher Teil von ihnen mittlerweile die malaysische Staatsbürgerschaft, dennoch ist der Anteil an illegalen Zuwanderern hoch. Die Einbürgerung vieler Immigranten erfolgte zwangsweise und viele von ihnen leben in Billigwohnungen, die der malaysische Staat zur Verfügung gestellt hat.

## Geschichte
Ab 1913 siedelte die North Borneo Chartered Company hier auf Betreiben der Basler Missionsgesellschaft eine kleinere Gruppe lutheranische Hakka-Chinesen aus der Provinz Kanton an. Die insgesamt etwa 600 Menschen wurden auf Kudat, Menggatal, Telipok und Inanam verteilt und mit einem Darlehen sowie Werkzeugen versorgt. Diese Anfänge waren die Grundlage für die heute noch starke chinesische Gemeinschaft dieser vier Ortschaften.

## Stadt
Der nördliche Busbahnhof von Kota Kinabalu befindet sich in Inanam. Ein wesentlicher Teil des Stadtrands wird von lokalem Gewerbe und kleinindustrieller Ansiedlung geprägt. Das Zentrum von Inaman besteht aus traditioneller Bebauung der Dusun und durchzieht mit Obstplantagen und kleinen Naturkautschukbetrieben die Ausläufer der Hügel.
Die Stadt ist über die Jalan Tuaran und Jalan Lintas mit dem zehn Kilometer entfernten Zentrum von Kota Kinabalu verbunden. Die nächste Vorort ist Menggatal.